# N-Oleoylsarcosin
N-Oleoylsarcosin (Sarkosyl O) ist ein amphiphiles Ölsäure-Derivat mit einer Sarkosin (N-Methylglycin)-Kopfgruppe, das als Wasser-in-Öl-Emulgator und Korrosionsinhibitor Verwendung findet.

## Vorkommen und Darstellung
Ein Standardverfahren zur Darstellung von N-Acylaminosäuren ist die Schotten-Baumann-Methode, bei der zu einer wässrigen Lösung von N-Methylglycin Oleoylchlorid (aus Ölsäure und z. B. Phosphortrichlorid) bei pH 10 (durch Zugabe von Natronlauge konstant gehalten) gegeben wird.
Dabei fällt weitgehend fettsäurefreies N-Oleoylsarcosin als Öl an. Die Methode eignet sich wegen der relativ teuren Herstellung der Carbonsäurechloride und dem Entsorgungsaufwand für die als Nebenprodukt anfallende Phosphonsäure nicht für eine industrielle Tensidsynthese.
N-Oleoylsarcosin wird bei der Reaktion von Ölsäure mit dem Natriumsalz des Sarkosins und Sarkosin bei 170 °C für 8 bis 10 Stunden unter Wasserabspaltung erhalten.
Schonendere Bedingungen (120 °C) und kürzere Reaktionszeiten (3,5 Stunden) bietet die Umsetzung von Ölsäuremethylester (Methyloleat) mit Natriumsarkosinat unter Zugabe äquimolarer Mengen von Natriummethanolat in Methanol, wobei nach Aufnehmen in Wasser, Ansäuern mit konzentrierter Schwefelsäure und Extraktion mit Methylethylketon Sarkosyl O in 92,5%iger Ausbeute anfällt.

## Eigenschaften
N-Oleoylsarcosin ist eine klare, gelbe bis braune, viskose Flüssigkeit, die in Wasser schwerlöslich ist und sauer reagiert. Als langkettige N-Acylaminosäure ist das Tensid in vielen organischen Lösungsmitteln und in Mineralöl löslich. Im Alkalischen löst es sich gut in Wasser. Wegen seiner  Carbonsäureamid-Struktur ist Sarkosyl O auch bei hohen pH-Werten chemisch stabil und als anionisches Tensid stark schäumend. N-Oleylsarcosin ist wenig toxisch und leicht bioabbaubar.

## Anwendungen
N-Oleoylsarcosin ist ein mildes Tensid, das Haut und Augen vergleichsweise wenig reizt und daher – zusammen mit anderen grenzflächenaktiven Substanzen – auch wegen seiner antimikrobiellen und viruziden Eigenschaften in Körperpflegeprodukten, wie z. B. Hautreinigungsmitteln eingesetzt wird.
Die Sarcosin-Kopfgruppe der langkettigen amphiphilen N-Acylaminosäure ist für die Ausbildung chelatartiger Strukturen bei der Adsorption auf polare und geladene Oberflächen, z. B. von Metallen.
Die Moleküle bilden orientierte monomolekulare Filme, die die Metalloberfläche vor korrosivem Angriff schützen.
Sarkosyl O besitzt – insbesondere in Kombination mit dem ebenfalls emulgierend und antikorrosiv wirksamen Imidazolin-Derivat 2-(2-Heptadec-8-enyl-2-imidazolin-1-yl)ethanol (Amine® O der BASF SE) wird bereits bei niedrigen Konzentrationen (< 0,5 Gewichtsprozent) sehr gute Rostschutzeigenschaften, auch gegenüber Nichteisenmetallen, wie Aluminium und Kupfer. Daher wird N-Oleoylsarcosin Rostschutzflüssigkeiten und Schmierfetten, Kraft- und Schmierstoffen, Kühlschmiermitteln, wie z. B. Bohr- und Schneidölen als Korrosionsinhibitor und Emulgator zugesetzt.